# Gemeentehuis van Aalten
Het gemeentehuis van Aalten is een rijksmonument in de Nederlandse plaats Aalten (provincie Gelderland), en het gemeentehuis van de gelijknamige gemeente.

## Geschiedenis
Vanaf 1818 werd de Bredevoortse burgemeester Arnoldus Florentinus Roelvink ingesteld als eerste burgemeester voor de gemeente. Gemeenteraadsvergaderingen werden tot 1825 in Roelvinks woning te Bredevoort gehouden. Vanaf 1826 werd gebruikgemaakt van het uit de 18e eeuw stammende herenhuis van Hesselink dat in 1843 aangekocht werd. Tussen 1830 en 1877 hield ook het Kantongerecht Aalten zitting in het gebouw.  Het werd een jaar na aankoop verbouwd tot gemeentehuis in 1844. Rond 1973-1974 werd de naastgelegen brandweerkazerne gesloopt om plaats te maken voor een uitbreiding. Het gemeentehuis werd gerestaureerd in 1975-1978 waarbij het pand een moderne aanbouw kreeg. In 2016-2017 werd het gemeentehuis gerenoveerd, waarbij de als ontsierend beschouwde aanbouw werd vervangen door historiserende nieuwbouw.

## Afbeeldingen

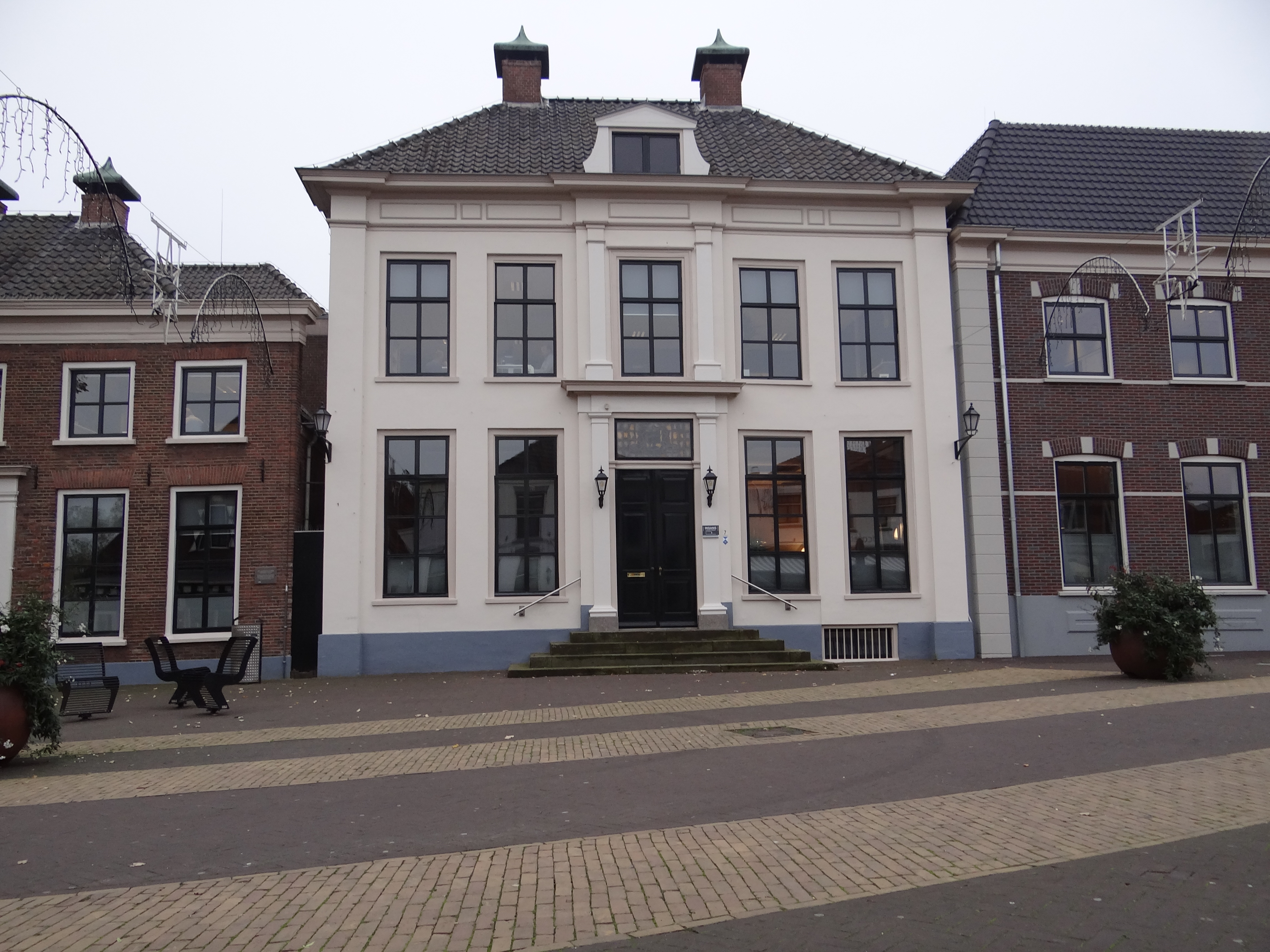
Situatie 2017
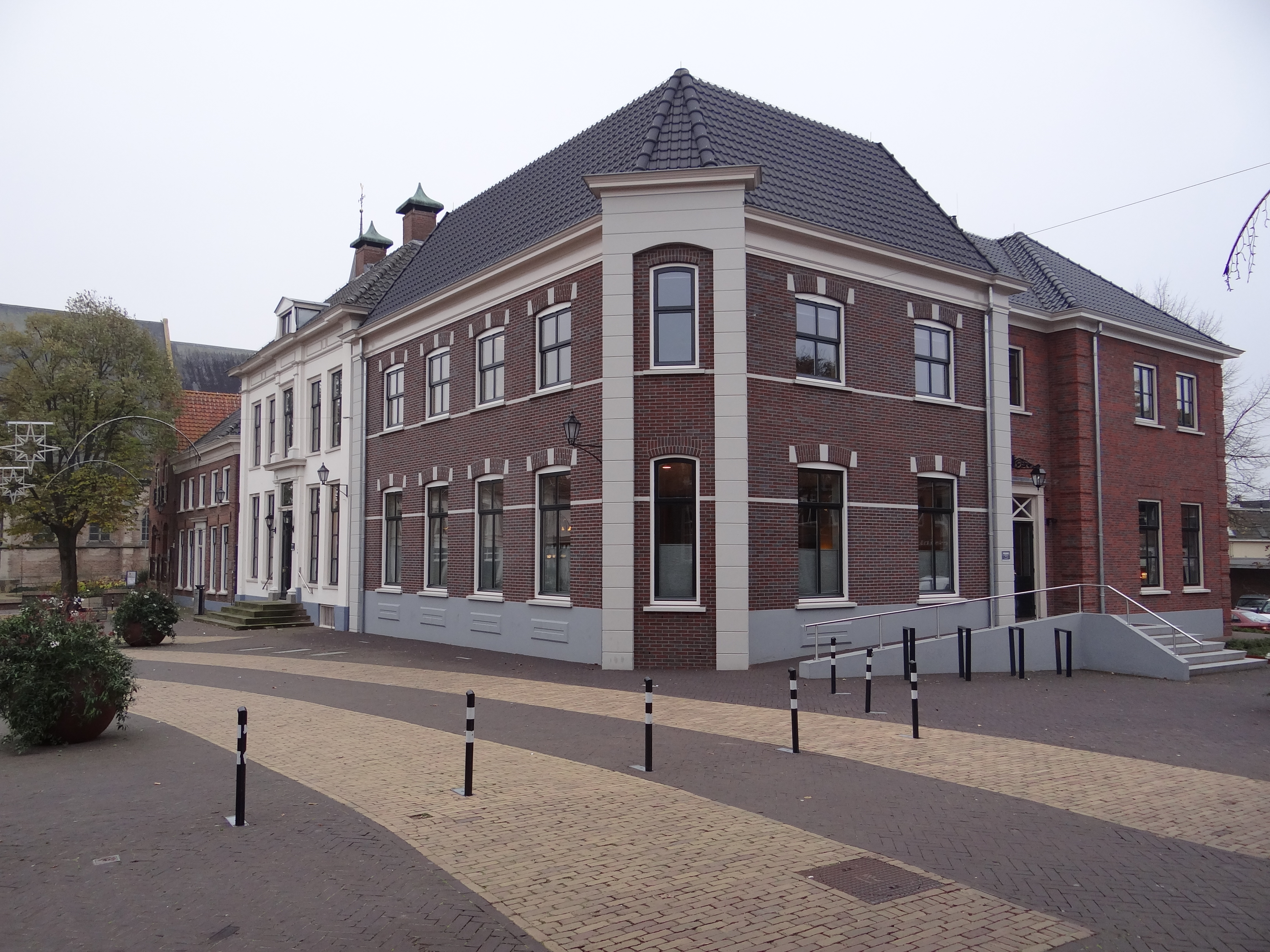
Overzicht
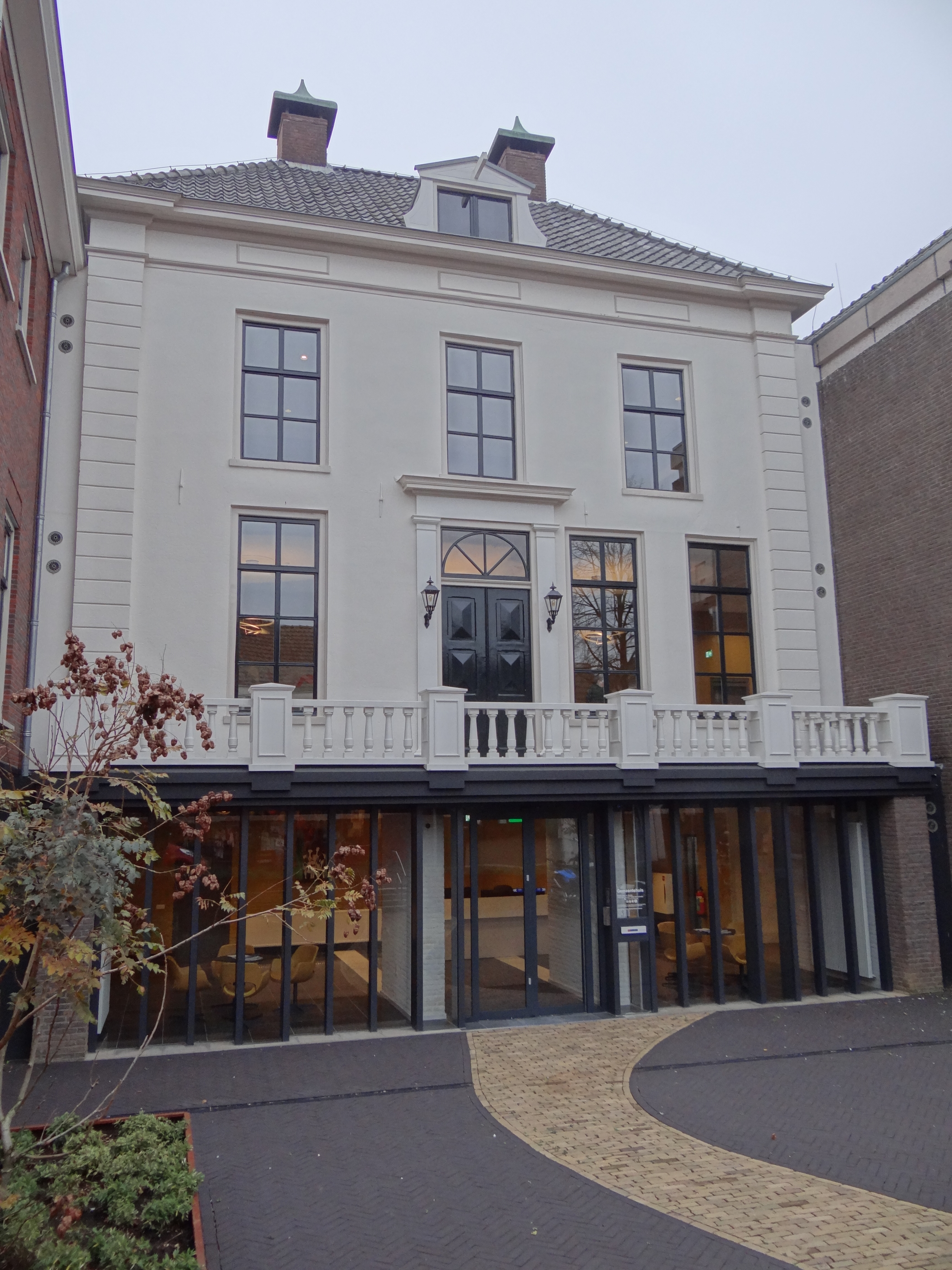
Achterzijde